# Coelioxys nitidicauda
Coelioxys nitidicauda är en biart som beskrevs av Pasteels 1968. Coelioxys nitidicauda ingår i släktet kägelbin, och familjen buksamlarbin. Inga underarter finns listade i Catalogue of Life.